# Cụm tập đoàn quân Trung tâm
Cụm tập đoàn quân Trung tâm (tiếng Đức: Heeresgruppe Mitte) là tên của tổ chức tác chiến chiến lược cấp cụm tập đoàn quân của Đức Quốc xã tại Mặt trận phía Đông trong Thế chiến thứ hai. Đây là biên chế tác chiến mạnh nhất của Đức Quốc xã, đảm trách mũi chủ công đánh thẳng vào Moskva. Bị Hồng quân chặn đứng trong trận Moskva (1941), bị đẩy lùi dần với các chiến dịch tại Rzhev-Vyazma (1942), Smolensk (1943), Cụm tập đoàn quân Trung tâm bị Hồng quân giáng cho đòn nặng nề nhất với Chiến dịch Bagration, khiến cho Cụm tập đoàn quân gần như xóa sổ.
Đầu năm 1945, Cụm tập đoàn quân Trung tâm bị Hồng quân dồn lên hướng Đông Phổ, mất hẳn vai trò "trung tâm". Vì vậy, Hitler đã cho tái cơ cấu lại chiến trường, đổi Cụm tập đoàn quân Trung tâm thành Cụm tập đoàn quân Bắc, đồng thời đổi tên Cụm tập đoàn quân A đang phòng thủ trên tuyến sông Neisse, phía Nam Berlin, thành Cụm tập đoàn quân Trung tâm mới. Sau những trận chiến khốc liệt trước sức ép của 3 phương diện quân Liên Xô Ukraina 1, 2 và 4, Cụm tập đoàn quân Trung tâm mới bị dồn vào một cái túi ở Đông Bắc Praha, chỉ buông súng đầu hàng sau Chiến dịch Praha, kết thúc chiến tranh trên chiến trường châu Âu.

## Lược sử

### Mũi chủ công vào trái tim Xô viết
Sau thắng lợi khá dễ dàng ở chiến trường Tây Âu trong năm 1940, Cụm tập đoàn quân B được điều động về hướng Đông Phổ, nằm khá xa biên giới với Liên Xô, giả cách như đang tái cơ cấu cho những cuộc chiến sắp tới với Anh. Trên thực tế, các đơn vị thuộc Cụm tập đoàn quân B được bí mật điều động đến chiếm lĩnh các bàn đạp trên đất Ba Lan, chuẩn bị tấn công vào Liên Xô theo Kế hoạch Otto, đảm trách mũi chủ công trong 3 hướng tiến công chính, với các mục tiêu tấn công liên tiếp Białystok, Minsk, Smolensk và cuối cùng là Moskva.

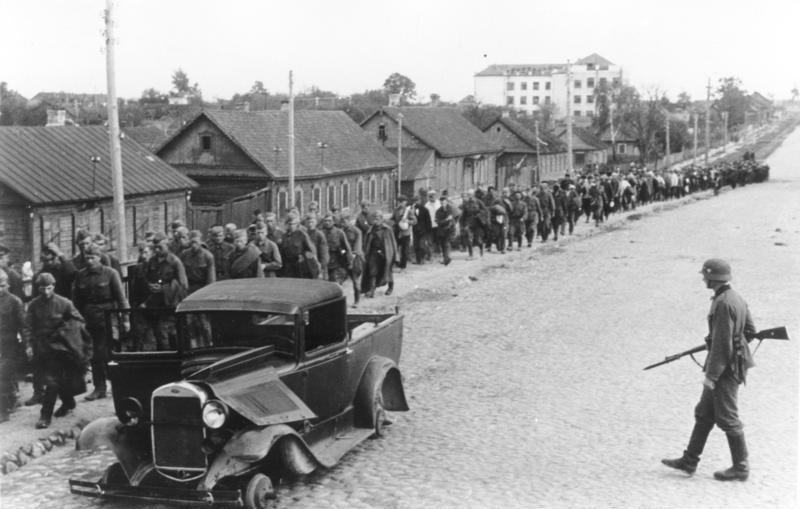
Binh lính Liên Xô bị quân Đức bắt làm tù binh ở Minsk tháng 7 năm 1941

Ngày 22 tháng 6 năm 1941, Chiến dịch Barbarossa bắt đầu, Cụm tập đoàn quân B chính thức mang phiên hiệu Cụm tập đoàn quân Trung tâm. Đây là mũi tiến công mạnh nhất của quân Đức vào Liên Xô, với binh lực gồm 50 sư đoàn (trong đó có 15 sư đoàn xe tăng), biên chế thành 3 tập đoàn quân hợp thành, 2 tập đoàn quân xe tăng, một số quân đoàn và sư đoàn độc lập, được các tập đoàn quân không quân 2 và 6 yểm hộ từ trên không
Mặc dù đạt được những thắng lợi giòn giã bước đầu, nhưng trước sức kháng cực ngoan cường của Hồng quân, các mũi tiến công của quân Đức dần bị chậm lại. Trong nỗ lực cuối cùng, các mũi xung kích của Cụm tập đoàn quân Trung tâm thậm chí đã chỉ còn cách Moskva 20 km, gần đến mức có thể nhìn thấy những mái vòm hình củ hành của Điện Kremli qua ống nhòm.. Tuy nhiên, Hồng quân đã mở được các đợt phản công quyết liệt, đẩy lùi được quân Đức về phòng tuyến sông Lama, bị hất xa ra khỏi Moskva từ 150 đến 300 km. Thất bại trong ý đồ đánh chiếm Moskva bằng một trận hợp vây, đã kéo theo sự phá sản của toàn bộ Kế hoạch Barbarossa.

### Cuộc chiến dằng dai trên bàn đạp Rzhev-Vyazma

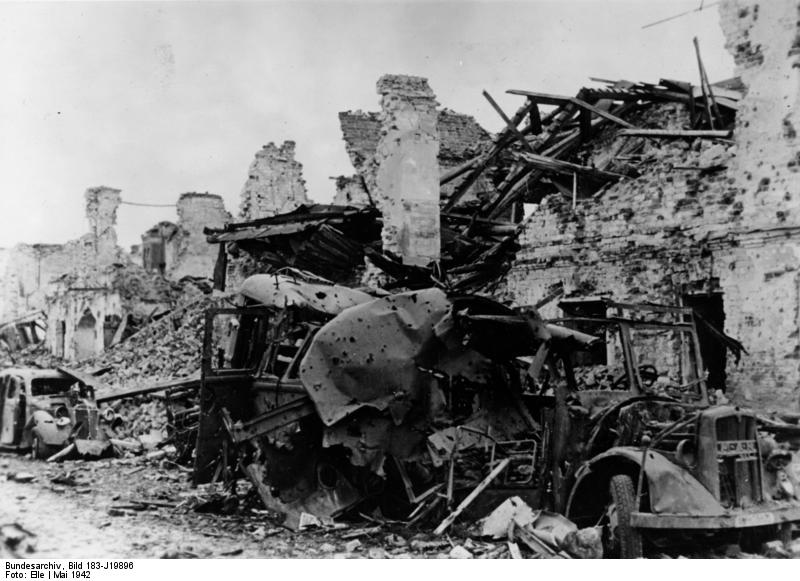
Xe quân sự của quân đội Đức Quốc xã bị phá hủy tại Kholm

Thất bại trong cuộc đột phá về hướng Moskva, Hitler đã đổi hướng chiến lược của năm 1942 sang hướng Nam với Chiến dịch Blau, đặt mục tiêu kép là thành phố Stalingrad và các mỏ dầu ở Kavkaz. Nếu như trên hướng Bắc, cuộc chiến tập trung việc vây hãm thành phố Leningrad, thì hướng chính diện, chiến trường của Cụm tập đoàn quân Trung tâm chủ yếu vào việc giành giật bàn đạp chiến lược trên tuyến Rzhev-Vyazma. Nếu như mục đích trọng tâm của Liên Xô là thanh toán "chỗ lồi Rzhev", một vòng cung rộng và nguy hiểm ăn sâu vào tuyến phòng thủ tại vùng phụ cận phía tây thủ đô Moskva, thì phía quân Đức quyết giữ vững chỗ lồi này vì cho rằng "Rzhev là nền tảng của mặt trận phía đông". Các chiến dịch và các trận đánh tại đây diễn ra khốc liệt và hầu hết đều bất phân thắng bại với thương vong rất lớn của cả hai bên nên người Nga đã gọi khu vực này là "cối xay thịt Rzhev" (Ржевская мясорубка). Trong suốt hơn 1 năm giao tranh, Hồng quân Liên Xô đã giam chân tại đây ba tập đoàn quân mạnh của quân Đức (Tập đoàn quân xe tăng số 2, Tập đoàn quân xe tăng số 3 và Tập đoàn quân số 9), không cho quân Đức rút các tập đoàn quân này chi viện đến hướng tây nam, hướng chiến lược đặc biệt quan trọng của Mặt trận Xô-Đức trong những năm 1942-1943. Sau hơn 1 năm chiến đấu ròng rã với những thiệt hại rất lớn về người và phương tiện, đến ngày 31 tháng 3 năm 1943, Hồng quân Liên Xô mới thu hồi được khu vực Rzhev-Sychyovka-Vyazma, loại trừ hoàn toàn nguy cơ đe dọa thủ đô Moskva. Không những thế, quân Đức còn phải nhận thêm trái đắng Stalingrad, một thất bại làm bước đầu làm xoay chuyển cục diện Thế chiến thứ hai, thậm chí là một trong những bước ngoặt lớn nhất của nền quân sự thế giới trong thế kỷ XX.

### Thảm bại tại Vòng cung Kursk
Nhằm khôi phục lại thế trận, cố gắng giành lại quyền chủ động chiến lược đã mất, bước sang năm 1943, Đức Quốc xã tăng cường tổng động viên để bổ sung nhân lực, thậm chí cả những người trên 50 tuổi cũng bị gọi vào quân đội. Bên cạnh đó, nền công nghiệp chiến tranh của Đức tiếp tục nâng cấp vũ khí, cải tiến phương tiện chiến tranh, đặc biệt là của lực lượng tăng - thiết giáp - cơ giới. Một kế hoạch đầy tham vọng mang mật danh "Chiến dịch Thành Trì" (tiếng Đức: Untrenchmen Zitadelle) nhằm bao vây và tiêu diệt khoảng 8 đến 10 tập đoàn quân Liên Xô, sau đó tiếp tục tấn công về phía đông, hất quân Liên Xô trở lại tả ngạn sông Don, khôi phục lại thế trận như cuối mùa hè năm 1942. Tuy nhiên, điều Hitler không ngờ đến đó là các tướng lĩnh cao cấp của Liên Xô đã sớm nhận ra hướng tiến công dự kiến của quân Đức khi trả lời bức điện của Stalin ngày 12 tháng 4 năm 1943 chỉ gồm một câu hỏi duy nhất: "Cho biết ý kiến về hướng hoạt động chính của quân Đức trong mùa hè năm 1943". Đó chính là Kursk!

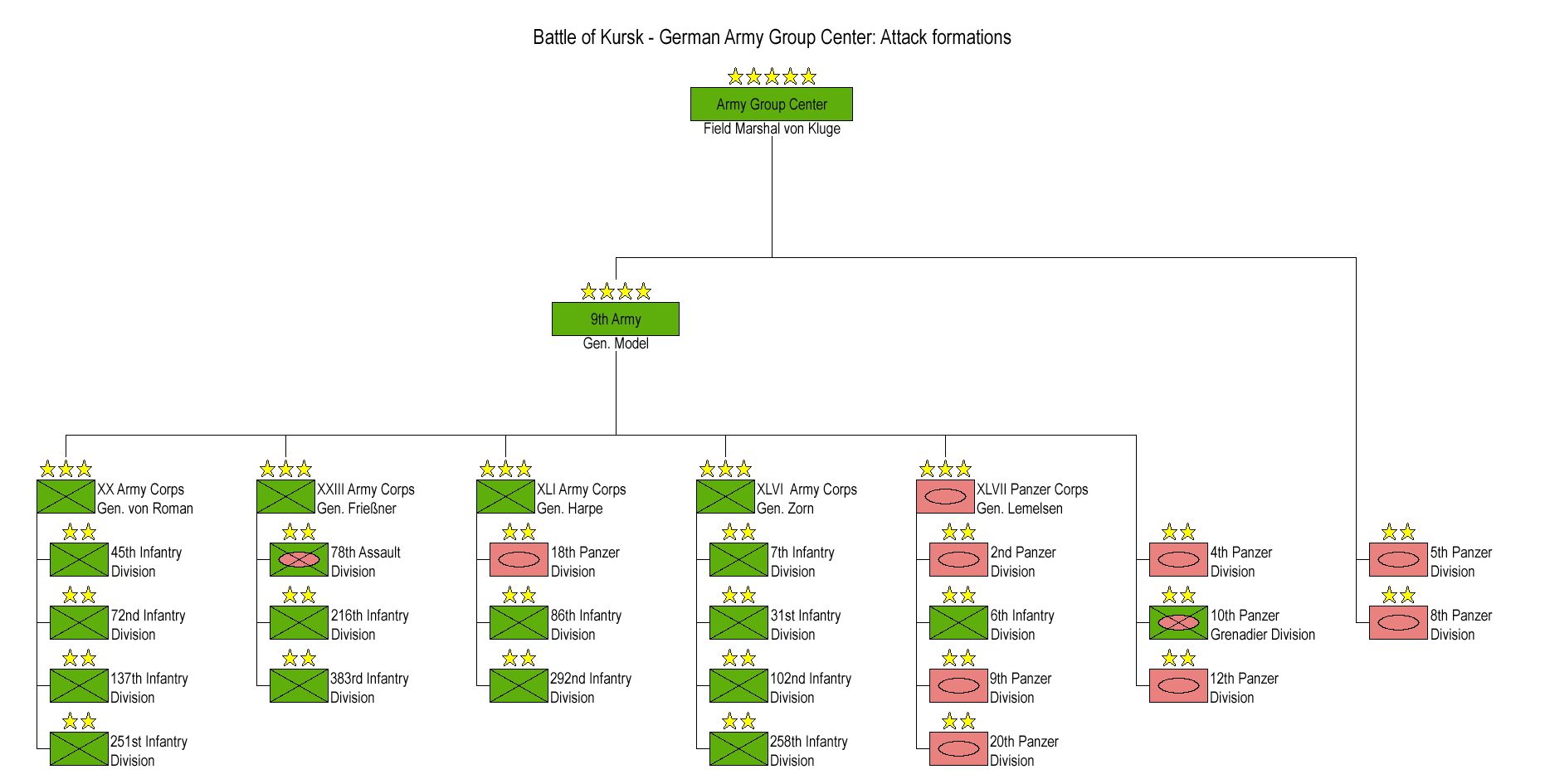
Binh lực của Quân đội Đức Quốc xã trên phía Bắc Vòng cung Kursk

Theo Kế hoạch Zitadelle, Cụm tập đoàn quân Trung tâm đảm nhận mũi tiến công phía Bắc, binh lực gồm 2 tập đoàn quân hợp thành và 1 tập đoàn quân xe tăng làm mũi đột kích, gồm 590 xe tăng và 424 pháo tự hành. Ngoài ra, còn có khoảng 1.200 máy bay thuộc Tập đoàn quân không quân số 6 hỗ trợ. Nhiệm vụ của Cụm tập đoàn quân Trung tâm là tấn công trên một địa đoạn trận tuyến hẹp chỉ dài 40 km từ Tureyka, phía nam Varonyets đến Trosna, phía tây bắc Maloarkhangensk. Ngoài ra, Tập đoàn quân 2 thuộc Cụm tập đoàn quân Trung tâm gồm 3 quân đoàn bộ binh được giao nhiệm vụ kiềm chế chính diện từ Sevsk qua Rynsk đến Sumy.

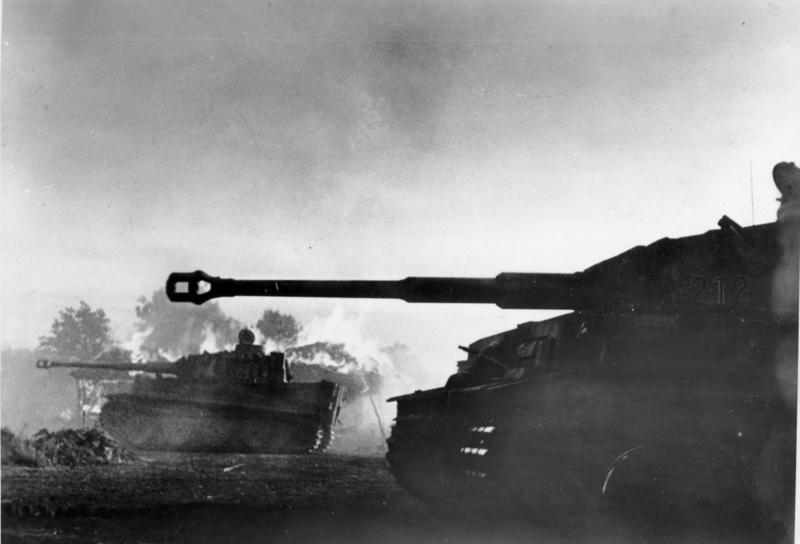
Hai chiếc xe tăng Tiger I của Tập đoàn quân xe tăng 2 (Đức) bị bắn cháy và bỏ lại gần Oryol

Tuy nhiên, phía Liên Xô đã có đủ thời gian để chuẩn bị binh lực, thậm chí biết chính xác thời điểm quân Đức tấn công, nên đã giáng cho quân Đức đòn phản chuẩn bị, sau đó áp dụng chiến thuật phòng ngự tích cực, làm tiêu hao sinh lực định trước khi chuyển sang phản công. Bên cạnh đó, địa hình phức tạp ở phía Bắc Kursk cũng giới hạn tốc độ tiến quân của Cụm tập đoàn quân Trung tâm. Sau một tuần tấn công, đến ngày 12 tháng 7, vấp phải sức chống trả quyết liệt của Phương diện quân Trung tâm Liên Xô, mũi tiến công của Cụm tập đoàn quân quân Trung tâm chỉ tiến được không quá 12 km trên hướng Ponyri - Olkhovatka. Đến ngày 20 tháng 7, vốn đã không thể làm nên bước tiến lớn nào, quân Đức buộc phải rút lui, và quân Liên Xô chuyển sang phản công. Với kế hoạch phản công đã hoạch định từ trước, được điều chỉnh lại các chi tiết cho phù hợp với tình hình mới, Hồng quân nhanh chóng đẩy lùi quân Đức xa hơn về phía Tây. Ở cánh Bắc, ngay sau khi Phương diện quân Trung tâm Liên Xô bẻ gãy cuộc tấn công của Cụm tập đoàn quân Trung tâm Đức ngày 10 tháng 7 thì ngày 11 tháng 7, Phương diện quân Bryansk và cánh trái của Phương diện quân Tây mở Chiến dịch Kutuzov tấn công phía bắc Oryol. Ngày 13 tháng 7, Phương diện quân Trung tâm cũng mở chiến dịch Orlovsky ở phía nam Oryol nhằm xóa chỗ lõm Oryol - Mtsensk. Quân Đức bị đẩy đến tuyến Lyudinovo, Zhizdra, Frolovka và Dmitrovsk - Orlovsky. Chỗ lõm Oryol, được quân Đức gọi là "Cái chèn sắt Oryol - Mtsensk", hầu đâm một cú chí mạng vào quân Liên Xô đã bị xóa bỏ.

### Cú knockout trên ban công Byelorussia
Sau thất bại thảm hại ở vòng cung Kursk, Cụm tập đoàn quân Trung tâm phần nào ổn định được thế trận phòng ngự khi lùi về ban công Byelorussia, và lợi dụng được yếu tố địa hình đầm lầy ở khu vực này, ngăn chặn có hiệu quả các mũi tiến công của Hồng quân. Yếu tố thuận lợi này ảnh hưởng đến sự phán đoán chủ quan của bộ chỉ huy quân Đức khi cho rằng hầu như không có khả năng Hồng quân tiến công vỗ mặt.
Tuy nhiên, Bộ Tổng tư lệnh Liên Xô lại nghĩ khác. Sau khi cân nhắc, họ đã chọn khả năng gây bất ngờ nhất cho quân Đức. Nếu thành công, họ sẽ thủ tiêu được mũi nhọn của cánh quân trung tâm của quân Đức, đồng thời cắt đứt đường rút lui cánh quân phía Bắc, hoàn tất việc giải phóng Liên Xô và giúp Hồng quân tiến vào Ba Lan, đóng quân ngay tại hướng trực tiếp nhất đến Berlin. Đồng thời, họ cũng dự kiến bộ chỉ huy quân Đức phải điều quân từ Cụm tập đoàn quân Bắc Ukraina lên bịt lỗ hổng Byelorussia bất chấp Hồng quân đang tập trung một lực lượng mạnh ở khu vực này, và đây sẽ là thời điểm để tung ra chiến dịch kế tiếp ngay từ Bắc Ukraina về hướng Lvov-Sandomir. Để đảm bảo sự thành công của chiến dịch, phía Liên Xô đã thực hiện hoạt động nghi binh quy mô, hướng sự chú ý của bộ tổng chỉ huy quân Đức vào phía Trung và Nam Đông Âu

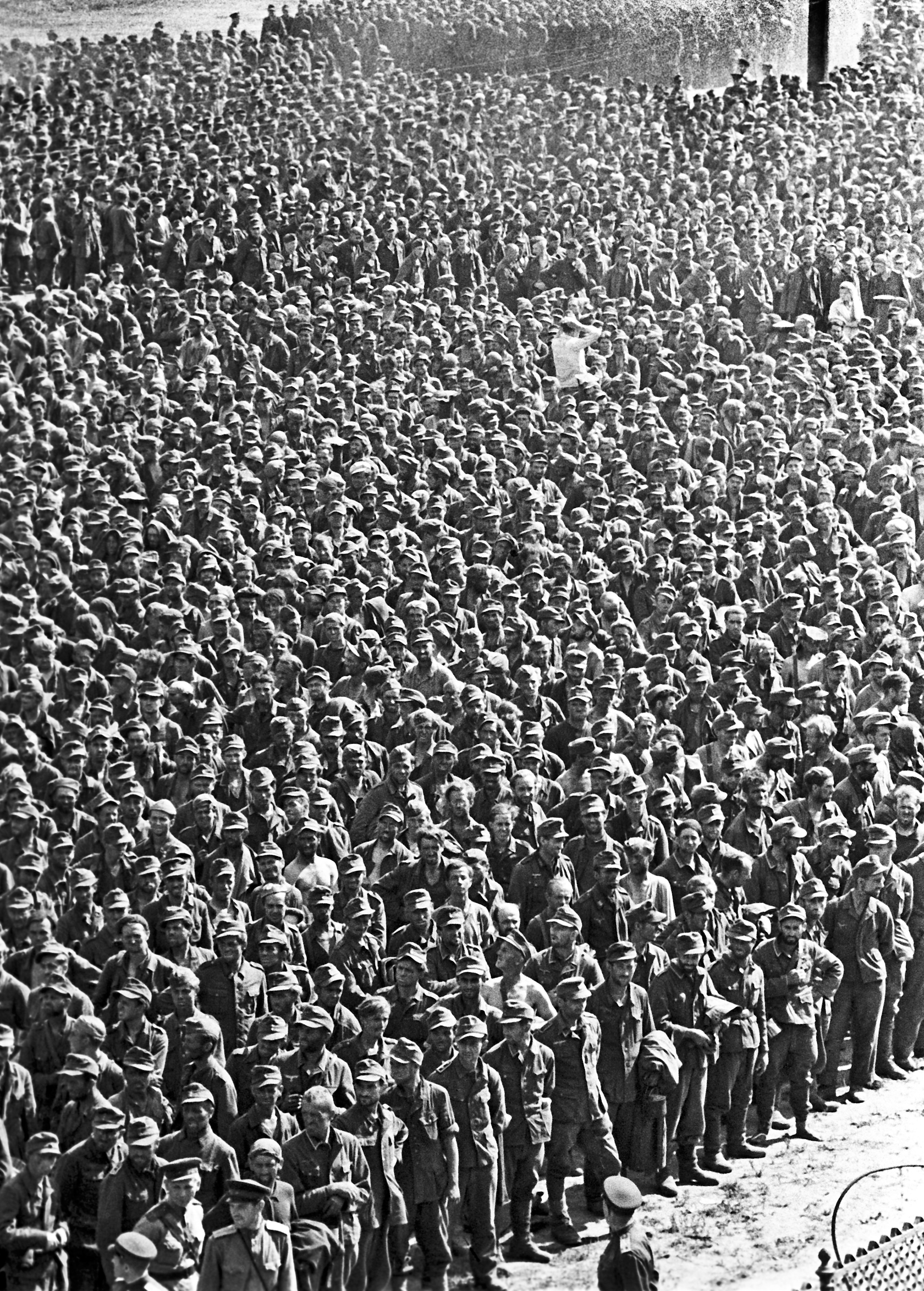
Tù binh Đức Quốc xã trong chiến dịch Bagration bị tập trung về Moskva ngày 15 tháng 7 năm 1943

Kế hoạch nghi binh quy mô đã chứng minh hiệu quả khi Hồng quân thực hiện Chiến dịch Bagration. Cụm tập đoàn quân Trung tâm bị đánh vỗ mặt vào đúng mắt xích yếu nhất trong tuyến phòng thủ, đồng thời bất ngờ và bị động hoàn toàn trước quy mô và hoạt động tác chiến của Hồng quân. Chiến thuật 2 mũi thọc sâu đồng thời đã làm quân Đức bối rối, không thể phán đoán được hướng tiến công chính của Hồng quân, vì vậy không thể thực hiện hiệu quả các hoạt động điều binh ngăn chặn. Ngay chính phía Liên Xô cũng bất ngờ trước thành công của chiến dịch. Kết quả vượt quá sự mong đợi của họ khi 28/38 sư đoàn của Cụm tập đoàn quân Trung tâm bị xóa sổ, tổn thất 350.000 người, trong đó có 158.000 binh lính và sĩ quan bị Liên Xô bắt làm tù binh. Chỉ duy nhất có Tập đoàn quân số 2 thoát được số phận bị tiêu diệt, kịp thời rút lui qua Pinsk và Brest-Litovsk về phía Warszawa, nơi nó tham gia vào các cuộc giao tranh tiếp theo.
Danh sách các tướng lĩnh Đức tự sát, tử trận hoặc bị bắt tù binh
- Thượng tướng Bộ binh Friedrich Gollwitzer, Quân đoàn LIII (tù binh)
- Thượng tướng Bộ binh Paul Völckers, Quân đoàn XXVII (tù binh)
- Thượng tướng Pháo binh Robert Martinek, Quân đoàn thiết giáp XXXIX (tử trận)
- Thượng tướng Pháo binh Georg Pfeiffer, Quân đoàn VI (tử trận)
- Trung tướng Edmund Hoffmeister, Quân đoàn XXXXI (tù binh)
- Trung tướng Kurt-Jürgen von Lützow, Quân đoàn XXXV (tù binh)
- Trung tướng Vincenz Müller, Quân đoàn XII (tù binh)
- Trung tướng Rudolf Bamler, Sư đoàn bộ binh 12 (tù binh)
- Trung tướng Alfons Hitter, Sư đoàn bộ binh 206 (tù binh)
- Trung tướng Eberhardt von Kurowski, Sư đoàn bộ binh 110 (tù binh)
- Trung tướng Willifrank Ochsner, Sư đoàn bộ binh 31 (tù binh)
- Trung tướng Hans Traut, Sư đoàn bộ binh xung kích 78 (tù binh)
- Trung tướng Adolf Trowitz, Sư đoàn bộ binh 57 (tù binh)
- Trung tướng Ernst Philipp, Sư đoàn bộ binh 134 (tự sát)
- Trung tướng Karl Zutavern, Sư đoàn thiết giáp vệ binh 18 (tự sát)
- Trung tướng Otto Drescher, Sư đoàn bộ binh 267 (tử trận)
- Trung tướng Rudolf Peschel, Sư đoàn dã chiến không quân 6 (tử trận)
- Trung tướng Robert Pistorius, Sư đoàn dã chiến không quân 4 (tử trận)
- Trung tướng Otto Schünemann, Sư đoàn bộ binh 337 (tử trận)
- Thiếu tướng Alexander Conrady, Sư đoàn bộ binh 36 (tù binh)
- Thiếu tướng Joachim Engel, Sư đoàn bộ binh 45 (tù binh)
- Thiếu tướng Gustav Gihr, Sư đoàn bộ binh 707 (tù binh)
- Thiếu tướng Hans-Walter Heyne, Sư đoàn bộ binh 6 (tù binh)
- Thiếu tướng Günther Klammt, Sư đoàn bộ binh 260 (tù binh)
- Thiếu tướng Herbert Michaelis, Sư đoàn bộ binh 95 (tù binh)
- Thiếu tướng Claus Müller-Bül, Sư đoàn bộ binh 246 (tù binh)
- Thiếu tướng Friedrich-Carl von Steinkeller, Sư đoàn thiết giáp vệ binh "Feldherrnhalle" (tù binh)
- Thiếu tướng Arthur Hamann, Chỉ huy trưởng Cứ điểm Bobruisk (tù binh)
- Thiếu tướng Aurel Schmidt, Chỉ huy trưởng Công binh (tù binh)
- Thiếu tướng Albrecht Wüstenhagen, Sư đoàn bộ binh 256 (tử trận)

### Hoán đổi phiên hiệu và tan rã trong cái túi Praha
Sự sụp đổ của Cụm tập đoàn Trung tâm đã tác động mạnh đến toàn bộ thế trận của Wehrmacht trên toàn bộ chiến trường. Bên cạnh đó, với chiến dịch đổ bộ của Đồng Minh vào Normandie, Đức Quốc xã rơi vào hoàn cảnh phải tham chiến cùng lúc trên cả hai chiến trường Đông - Tây. Sự sụp đổ của Đệ Tam Đế chế đã hiện ra một cách rõ ràng.

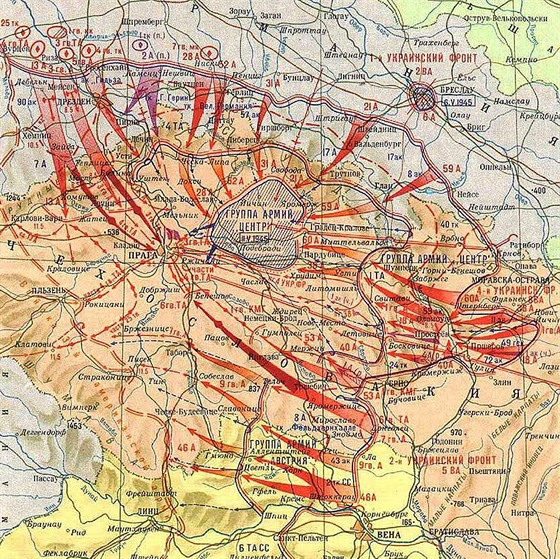
Bản đồ các hướng tấn công bao vây tiêu diệt Cụm tập đoàn quân Trung tâm của Hồng quân trong chiến dịch Praha.

Trong nỗ lực tuyệt vọng, Bộ chỉ huy Đức tìm cách tái bổ sung cho Cụm tập đoàn quân Trung tâm, mà giờ đây, các đơn vị thuộc quyền hầu như chỉ còn phiên hiệu rỗng. Các đơn vị quân Đức thuộc Cụm tập đoàn quân Trung tâm vất vả chống đỡ các đòn tấn công mạnh mẽ của Hồng quân Liên Xô, lùi về Đông Phổ vào cuối mùa hè năm 1944. Đội hình của Cụm tập đoàn quân Trung tâm tổn thất nặng nề qua các trận chiến ở Tây Phổ và Pomerania, một phần được Hải quân Đức sơ tán khỏi các cảng Biển Baltic.
Ngày 25 tháng 1 năm 1945, sau khi hầu hết các đơn vị của Cụm tập đoàn quân Trung tâm bị bao vây trong túi Königsberg, chệch về phía Bắc nước Đức, vì vậy, Hitler đã cho đổi phiên hiệu Cụm tập đoàn quân Trung tâm thành Cụm tập đoàn quân Bắc. Phòng thủ trên hướng chính diện nước Đức, gồm cả Slovakia và Bohemia-Moravia, bấy giờ là Cụm tập đoàn quân A, được Hitler đổi phiên hiệu thành Cụm tập đoàn quân Trung tâm.
Sau chiến dịch Wisla-Oder, Hồng quân về cơ bản đã đánh tan các lực lượng Đức trên hướng phòng thủ Warszawa – Berlin, chỉ còn cách thủ đô Berlin của Hitler 60 km đường chim bay. Tuy vậy, họ đã chủ động dừng tiến quân trong 2 tháng, chuyển trọng tâm tấn công tiếp theo sang nhiệm vụ đánh tiêu diệt các khối quân Đức tại Pomerania, Đông Phổ và Silesia, đó là các chiến dịch Đông Pomerania, chiến dịch Đông Phổ, chiến dịch Hạ Silesia và chiến dịch Thượng Silesia, nhằm thủ tiêu nguy cơ bị quân Đức phản kích vào sườn các mũi tiến quân. Đến giữa tháng 4 năm 1945, Hồng quân đã hoàn thành sự chuẩn bị cho Chiến dịch Berlin.
Đội hình của Cụm tập đoàn quân Trung tâm khi đó gồm Tập đoàn quân thiết giáp 4 phòng thủ khu vực Dresden-Görlitz, Tập đoàn quân 17 trên tuyến phía nam Silesian Oder và Tập đoàn quân thiết giáp số 1 ở phía nam tại các điểm cao dọc Neisse - Jägerndorf - Ratibor - Moravian Ostrava. Đối diện với các đơn vị quân Đức bị sứt mẻ nghiêm trọng là đội hình đầy đủ sức chiến đấu của Phương diện quân Ukraina 1 của Liên Xô. Khi Chiến dịch Berlin khởi động, Cụm tập đoàn quân Trung tâm nhanh chóng bị cắt rời với đội hình phòng thủ Berlin, bị đẩy lùi xuống phía Nam và bị dồn vào một cái túi ở Đông Bắc Praha, Không còn có thể chi viện được cho Berlin. Sau khi trận Berlin kết thúc, Hồng quân tiếp tục mở Chiến dịch Praha để tiêu diệt hoàn toàn cụm quân Đức cuối cùng này. Sau những cố gắng liên hệ với Đồng Minh để được đầu hàng quân Mỹ nhưng đều bị từ chối, tư lệnh Đại tướng Ferdinand Schörner đã bỏ rơi đơn vị, lên máy bay đào thoát đến Áo để quân Mỹ bắt làm tù binh. Các đơn vị quân Đức trong tình trạng mất chỉ huy, sau đó cũng buông súng đầu hàng Hồng quân, kết thúc chiến tranh trên chiến trường châu Âu.

## Biên chế chủ lực
Tháng 6 năm 1941
- Tập đoàn quân số 9
- Tập đoàn quân số 4

Tháng 7 năm 1941
- Cụm thiết giáp số 3
- Tập đoàn quân số 9
- Tập đoàn quân số 4
- Cụm thiết giáp số 2
- Tập đoàn quân số 2

Tháng 8 năm 1941
- Cụm thiết giáp số 3
- Tập đoàn quân số 9
- Tập đoàn quân số 2
- Cụm quân Guderian

Tháng 9 năm 1941
- Cụm thiết giáp số 3
- Tập đoàn quân số 9
- Tập đoàn quân số 4
- Cụm thiết giáp số 2
- Tập đoàn quân số 2

Tháng 10 năm 1941
- Tập đoàn quân số 9
- Tập đoàn quân số 4
- Tập đoàn quân thiết giáp số 2
- Tập đoàn quân số 2

Tháng 11 năm 1941
- Tập đoàn quân số 9
- Cụm thiết giáp số 3
- Tập đoàn quân số 4
- Tập đoàn quân thiết giáp số 2
- Tập đoàn quân số 2

Tháng 1 năm 1942
- Tập đoàn quân số 9
- Tập đoàn quân thiết giáp số 3
- Tập đoàn quân thiết giáp số 4
- Tập đoàn quân số 4
- Tập đoàn quân thiết giáp số 2
- Tập đoàn quân số 2

Tháng 2 năm 1942
- Tập đoàn quân thiết giáp số 3
- Tập đoàn quân số 9
- Tập đoàn quân thiết giáp số 4
- Tập đoàn quân số 4
- Tập đoàn quân thiết giáp số 2

Tháng 5 năm 1942
- Tập đoàn quân số 9
- Tập đoàn quân thiết giáp số 3
- Tập đoàn quân số 4
- Tập đoàn quân thiết giáp số 2

Tháng 1 năm 1943
- Tập đoàn quân số 9
- Tập đoàn quân thiết giáp số 3
- Tập đoàn quân số 4
- Tập đoàn quân thiết giáp số 2
- Quân đoàn LIX

Tháng 2 năm 1943
- Tập đoàn quân thiết giáp số 3
- Tập đoàn quân số 9
- Tập đoàn quân số 4
- Tập đoàn quân thiết giáp số 2

Tháng 3 năm 1943
- Tập đoàn quân thiết giáp số 3
- Tập đoàn quân số 9
- Tập đoàn quân số 4
- Tập đoàn quân thiết giáp số 2
- Tập đoàn quân số 2

Tháng 4 năm 1943
- Tập đoàn quân thiết giáp số 3
- Tập đoàn quân số 4
- Tập đoàn quân thiết giáp số 2
- Tập đoàn quân số 2
- Tập đoàn quân số 9

Tháng 7 năm 1943
- Tập đoàn quân thiết giáp số 3
- Tập đoàn quân số 4
- Tập đoàn quân thiết giáp 2
- Tập đoàn quân số 9
- Tập đoàn quân số 2

Tháng 9 năm 1943
- Tập đoàn quân thiết giáp số 3
- Tập đoàn quân số 4
- Tập đoàn quân số 9
- Tập đoàn quân số 2

Tháng 11 năm 1943
- Tập đoàn quân thiết giáp số 3
- Tập đoàn quân số 4
- Tập đoàn quân số 9
- Tập đoàn quân số 2
- Bộ chỉ huy Wehrmacht tại Ostland

Tháng 1 năm 1944
- Tập đoàn quân thiết giáp số 3
- Tập đoàn quân số 4
- Tập đoàn quân số 9
- Tập đoàn quân số 2

Tháng 8 năm 1944
- Tập đoàn quân thiết giáp số 3
- Tập đoàn quân số 4
- Tập đoàn quân số 2
- Quân đoàn thiết giáp IV SS

Tháng 1 năm 1945
- Tập đoàn quân thiết giáp số 3
- Tập đoàn quân số 4
- Tập đoàn quân số 2

(Sau khi hoán đổi phiên hiệu)
Tháng 2 năm 1945
- Tập đoàn quân thiết giáp số 4
- Tập đoàn quân số 17
- Tập đoàn quân thiết giáp số 1

Tháng 5 năm 1945
- Tập đoàn quân số 7
- Tập đoàn quân thiết giáp số 4
- Tập đoàn quân số 17
- Tập đoàn quân thiết giáp số 1

## Chỉ huy

### Tư lệnh
| STT | Ảnh | Họ tên               | Thời gian sống | Thời gian tại nhiệm                   | Cấp bậc tại nhiệm                 | Ghi chú                                                           |
| --- | --- | -------------------- | -------------- | ------------------------------------- | --------------------------------- | ----------------------------------------------------------------- |
| 1   |     | Fedor von Bock       | 1880–1945      | tháng 6 năm 1941 - tháng 12 năm 1941  | Thống chế (1940)                  | Tử nạn ngày 4 tháng 5 năm 1945 do xe trúng bom của quân Đồng Minh |
| 2   |     | Günther von Kluge    | 1882–1944      | tháng 12 năm 1941 - tháng 10 năm 1943 | Thống chế (1940)                  | Tự sát ngày 19 tháng 8 năm 1944                                   |
| 3   |     | Ernst Busch          | 1885–1945      | tháng 10 năm 1943 - tháng 6 năm 1944  | Thống chế (1943)                  | Bị bắt làm tù binh và chết trong tù ngày 17 tháng 7 năm 1945      |
| 4   |     | Walter Model         | 1891-1945      | tháng 6 năm 1944 - tháng 8 năm 1944   | Thống chế (1944)                  | Tự sát ngày 21 tháng 4 năm 1945.                                  |
| 5   |     | Georg-Hans Reinhardt | 1887–1963      | tháng 8 năm 1944 - tháng 1 năm 1945   | Đại tướng (1944)                  | Bị truy tố là tội phạm chiến tranh và bị giam giữ đến năm 1952.   |
|     |     |                      |                |                                       |                                   |                                                                   |
| 6   |     | Ferdinand Schörner   | 1892–1973      | tháng 1 năm 1945 - tháng 5 năm 1945   | Đại tướng (1944) Thống chế (1945) | Bị truy tố là tội phạm chiến tranh và bị giam giữ đến năm 1955.   |

### Tham mưu trưởng
| STT | Ảnh | Họ tên                     | Thời gian sống | Thời gian tại nhiệm                 | Cấp bậc tại nhiệm                                                 | Ghi chú                                                                                              |
| --- | --- | -------------------------- | -------------- | ----------------------------------- | ----------------------------------------------------------------- | --- |
| 1   |     | Hans von Greiffenberg      | 1893–1951      | tháng 6 năm 1941 - tháng 4 năm 1942 | Thiếu tướng (1940)                                                | Thượng tướng Bộ binh (1944). Bị bắt tù binh và bị giam giữ đến tháng 6 năm 1947.                     |
| 2   |     | Otto Wöhler                | 1894–1987      | tháng 4 năm 1942 - tháng 3 năm 1943 | Thiếu tướng (1942) Trung tướng (1942)                             | Thượng tướng Bộ binh (1943). Bị truy tố là tội phạm chiến tranh và bị giam giữ đến tháng 1 năm 1951. |
| 3   |     | Hans Krebs                 | 1898–1945      | tháng 3 năm 1943 - tháng 9 năm 1944 | Thiếu tướng (1942) Trung tướng (1943) Thượng tướng Bộ binh (1944) | Tự sát ngày 1 tháng 5 năm 1945                                                                       |
| 4   |     | Otto Heidkämper            | 1901–1969      | tháng 9 năm 1944 - tháng 1 năm 1945 | Thiếu tướng (1943) Trung tướng (1944)                             | Bị bắt làm tù binh, nhưng được trả tự do sớm sau đó.                                                 |
|     |     |                            |                |                                     |                                                                   | |
| 5   |     | Wolf-Dietrich von Xylander | 1903–1945      | tháng 1 năm 1945 - tháng 2 năm 1945 | Trung tướng (1944)                                                | Tử nạn trong vụ rơi máy bay ngày 15 tháng 2 năm 1945.                                                |
| 6   |     | Oldwig von Natzmer         | 1904-1980      | tháng 2 năm 1945 - tháng 5 năm 1945 | Thiếu tướng (1944) Trung tướng (1945)                             | Bị truy tố là tội phạm chiến tranh và bị giam giữ đến tháng 6 năm 1948.                              |